# César de Sousa Mendes
César de Sousa Mendes do Amaral e Abranches (Cabanas de Viriato (Carregal do Sal), 19 de julho de 1885 — Mangualde, 10 de agosto de 1955) foi um diplomata que se notabilizou como enviado extraordinário e ministro plenipotenciário de Portugal na Polónia no período de 1933 a 1939 e que esteve envolvido na ajuda aos polacos durante a Segunda Guerra Mundial. Foi Ministro dos Negócios Estrangeiros do 8.º governo da ditadura militar, em funções de 5 de julho de 1932 a 11 de abril de 1933.

## Biografia
César de Sousa Mendes, e o seu irmão gémeo Aristides de Sousa Mendes, nasceu em Cabanas de Viriato, concelho de Carregal do Sal, filho do então delegado do Procurador Régio, depois juiz e desembargador na Relação de Coimbra, José de Sousa Mendes e de sua esposa, Maria Angelina do Amaral e Abranches, oriunda de uma família da aristocracia liberal de Midões. A sua adolescência decorreu na cidade de Aveiro, terra onde José de Sousa Mendes veio a exercer a função de delegado do Procurador Régio, entre 26 de maio de 1894 e 11 de janeiro de 1899. Apesar do pai ter tomado posse no dia 12 de janeiro de 1899 do lugar de Juiz de Direito de 3.ª Classe, da Comarca de Povoação, nos Açores, localidade onde só permaneceu alguns meses, uma vez que no dia 23 de junho de 1899 foi transferido para a Comarca do Redondo, os gémeos permaneceram em Aveiro, onde concluíram o ensino secundário no Liceu Nacional de Aveiro (nos anos finais como internos do Colégio Aveirense), ingressando na Faculdade de Direito da Universidade de Coimbra em 1902.
César de Sousa Mendes, tal como o seu irmão gémeo, licenciou-se em Direito pela Universidade de Coimbra (licenciaram-se em 1907), e ambos optaram pela carreira diplomática, iniciada em 1910. Entre outras funções, em maio de 1910 César foi destacado para missões em Inglaterra e Espanha, sendo depois nomeado encarregado de negócios no Japão (no cargo entre 1914 e 1918). Em 1920 estava colocado em Berlim, onde faleceu a sua esposa, então com 29 anos de idade. De 1932 a 1933 foi Ministro dos Negócios Estrangeiros no governo de António de Oliveira Salazar. Não foi reconduzido no cargo devido a um conflito com o diretor-geral do seu Ministério, Pedro Tovar de Lemos. Em setembro de 1933, assumiu o cargo de ministro plenipotenciário de Portugal na Polónia.
Após a invasão alemã da Polónia, foi prestada ajuda aos polacos no edifício da Embaixada de Portugal. A cave do edifício foi disponibilizada como abrigo durante os ataques aéreos. Durante o cerco de Varsóvia, César de Sousa Mendes partilhou com a população civil os alimentos destinados às missões diplomáticas. No final de setembro, deixou Varsóvia e mudou-se para a embaixada de Portugal em Riga. Ajudou uma|8.º governo da ditadura militar]], em funções de 5 de julho de 1932 a 11 de abril de 1933. professora, Cecylia Dolata, a evacuar para a Letónia, onde trabalhava na embaixada de Portugal, país onde tinha trabalhado durante dez anos como professora de línguas. Contrariamente às regras, Sousa Mendes ordenou que lhe fosse emitido um passaporte português. Graças a ele, após a ocupação da Letónia pela União Soviética, a professora pôde viajar em segurança para Lisboa, onde viveu até ao fim da guerra.
César de Sousa Mendes empenhou-se, junto do Ministério dos Negócios Estrangeiros português, para conseguir o pagamento de ajudas às famílias desfavorecidas do pessoal polaco da embaixada portuguesa de Varsóvia.
O seu irmão gémeo, Aristides de Sousa Mendes, era cônsul em Bordéus em 1940. Envolveu-se na emissão maciça de vistos a refugiados, incluindo da Polónia. Foi demitido do serviço por esse facto. César de Sousa Mendes assistiu-o neste processo.
Após a guerra, César de Sousa Mendes dirigiu postos diplomáticos portugueses no México e na Suíça.
Em 1909, casou com Maria Luísa de Moncada Alpoim e Vasconcelos, que faleceria em Berlim em 1920. Publicou um estudo sobre as competências legais dos funcionários diplomáticos e consulares portugueses para celebrar casamentos, e a obras Política Japonesa: Imperialismo e Democracia, sobre a sua experiência no Japão, e Prò-pátria : representando Portugal no Brasil, sobre o Brasil.
Em 2021, em reconhecimento do salvamento dos polacos, foi agraciado pelo Presidente da Polónia com a Medalha Virtus et Fraternitas. Um ano depois, o seu irmão gémeo Aristides de Sousa Mendes foi também condecorado. A condecoração dos dois irmãos ocorreu simultaneamente em 2022, numa cerimónia realizada no dia 15 de junho, em que Secretário de Estado na Presidência da República polaca, Wojciech Kolarski, entregou as Medalhas Virtus et Fraternitas concedidas pelo Presidente da Polónia, Andrzej Duda, aos estrangeiros que contribuíram para o apoio e para a manutenção da memória das vítimas de regimes totalitários. Entre os condecorados estavam três ilustres portugueses, os irmãos gémeos Aristides de Sousa Mendes e Cesar de Sousa Mendes e Pedro Correia Marques.

## Galeria

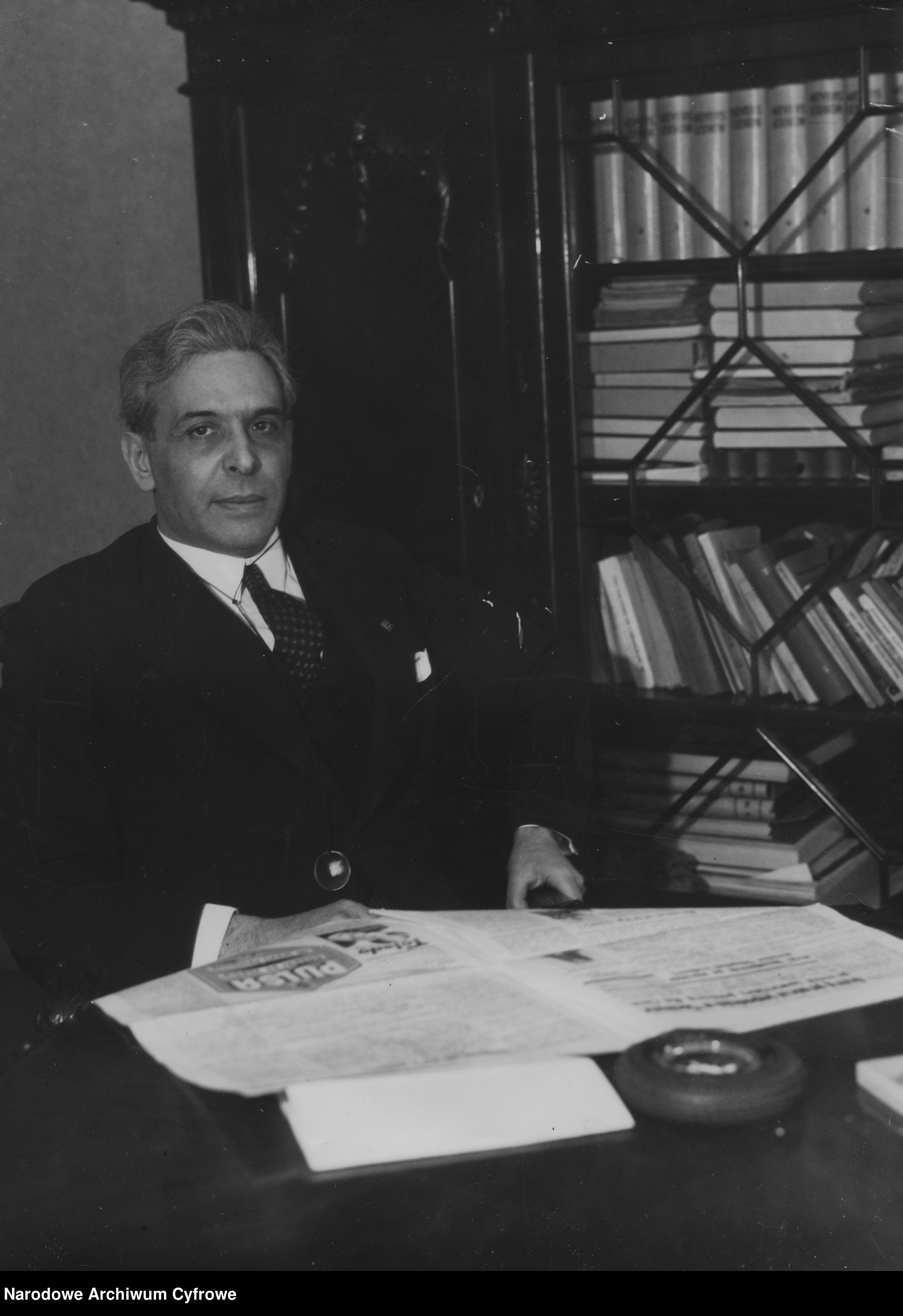
César de Sousa Mendes enviado extraordinário e ministro plenipotenciário de Portugal na Polónia (1933).
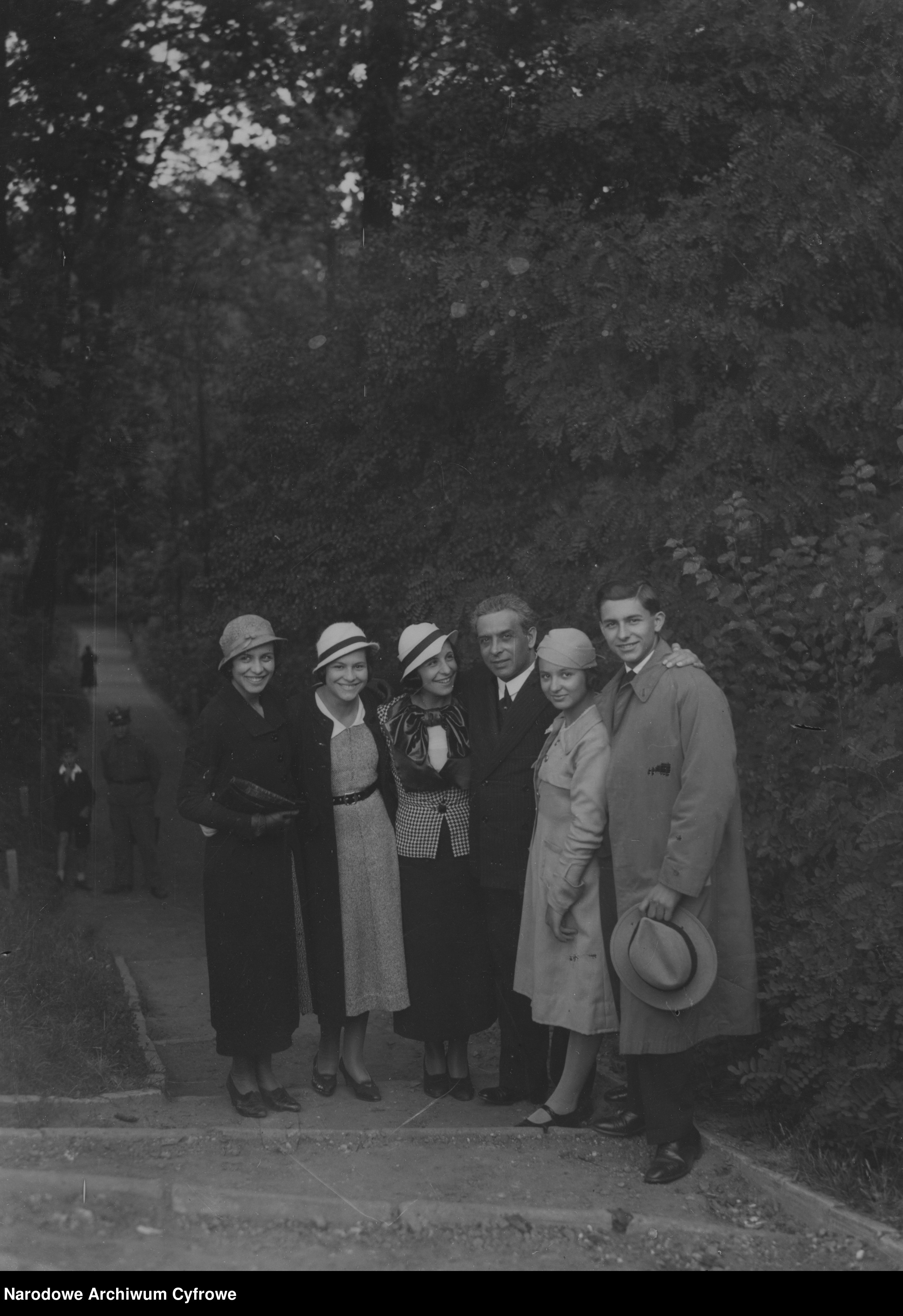
César de Sousa Mendes com a família (Varsóvia, 1933).
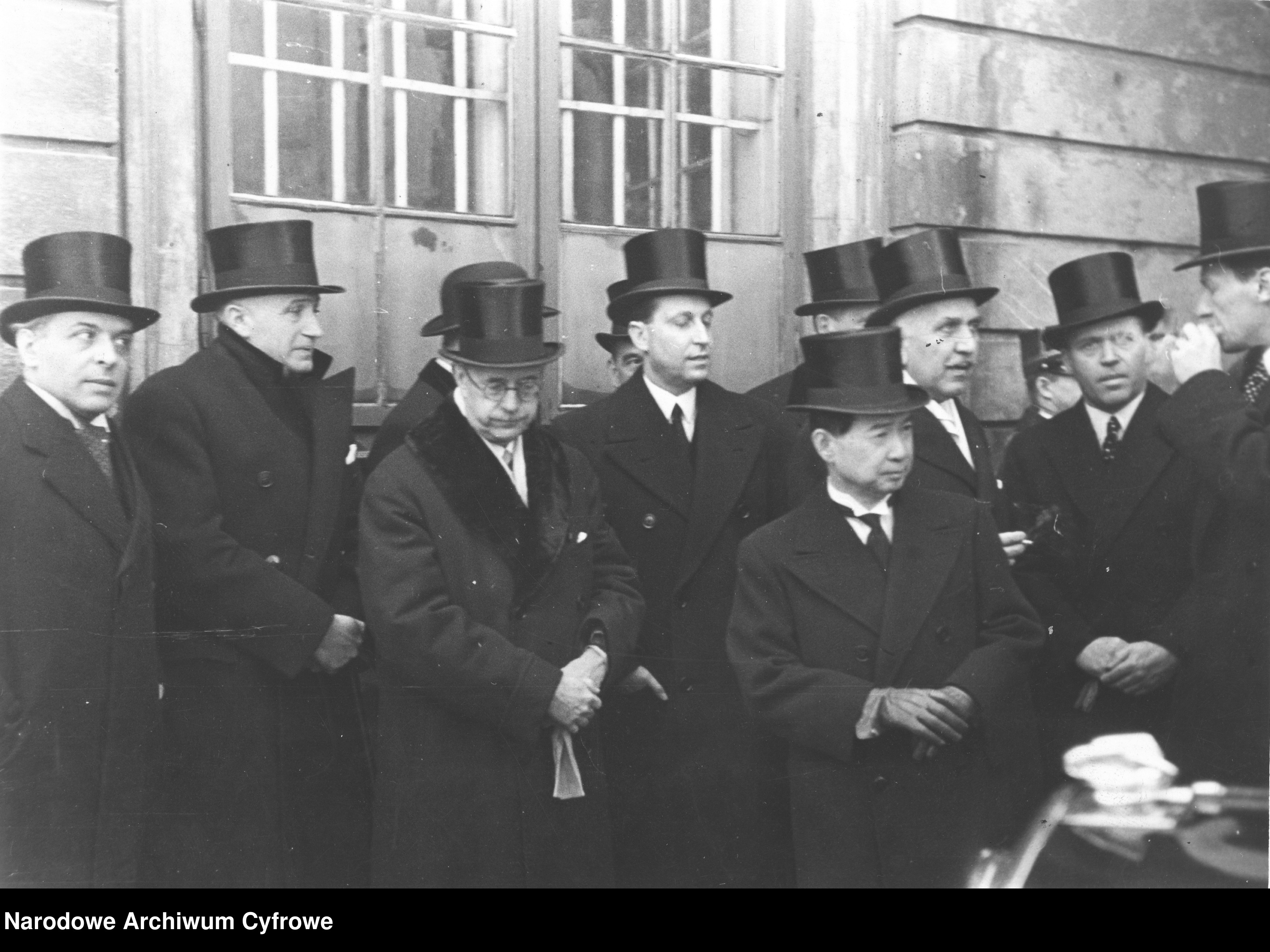
César de Sousa Mendes (primeiro à esquerda) com outros diplomatas durante as celebrações do feriado nacional polaco de 3 de maio, na Catedral de São João, em Varsóvia, 1935.